# Alexander Revell
Alexander Revell, né le 24 janvier 1985, est un coureur cycliste néo-zélandais spécialiste du cyclo-cross.

## Palmarès
- 2012
  - 2e du championnat de Nouvelle-Zélande de cyclo-cross
- 2013
  -  Champion de Nouvelle-Zélande de cyclo-cross